# Амарето

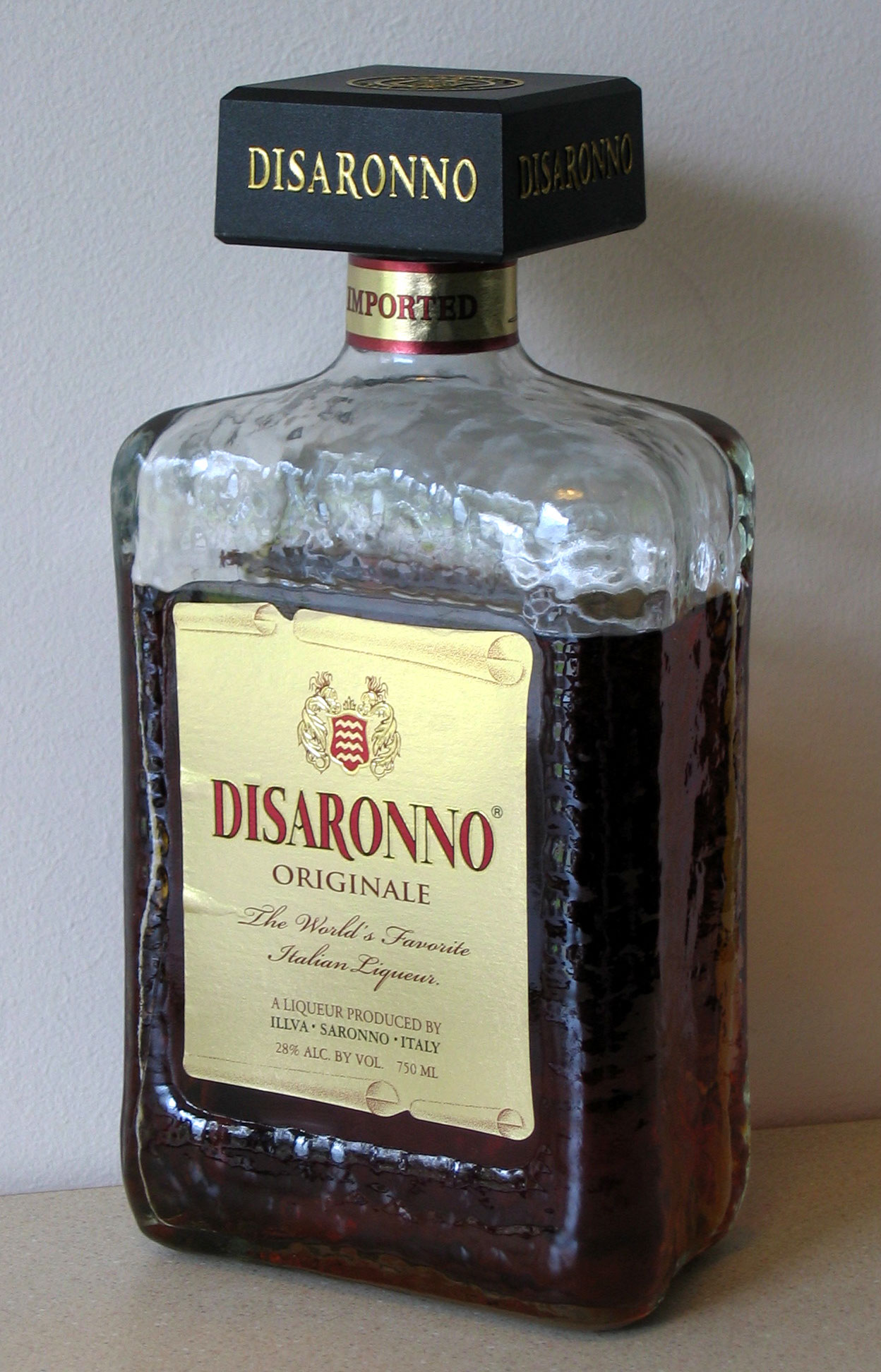
Пляшка Disaronno Amaretto Originale

Амаре́то (італ. Amaretto) — мигдалевий солодкий лікер темно-коричневого кольору класу амаро, на основі абрикосових кісточок та трав, які настоюються на бренді. За смаком схожий на марципан. Має приємний аромат мигдалевого горіха. Вміст спирту — 25–28%, щільність — 1,09.
Виділяється серед амаро саме обов'язковою наявністю присмаку мигдалю і/або абрикосових кісточок, завдяки чому набуває характерного смаку. Батьківщиною амарето вважається район Саронно.
Амарето виготовляють з солодкого і гіркого мигдалю з додаванням ванілі та інших ароматних коренів і трав. Мигдаль заливають виноградним сиропом, щоб синильна кислота, яка міститься у гіркому мигдалі, розклалась під час перегонки.
Вживають амарето з льодом, у складі коктейлів, додають до чаю та кави. Також його використовують у кондитерському виробництві — для просочування коржів, додають у випічку та десерти.

## Види
- Disaronno Amaretto Originale — перший амарето, виготовляється з 1525 року;
- Amaretto Di Saronno
- Amaretto San Giorgio
- Amaretto San Lorenzo
- Amaretto San Marco
- Amaretto Paganini
- Amaretto Grande Genova
- Amaretto Di Piza
- Amaretto Del Castele
- Amaretto Di Verona
- Amaretto Florence